# Meierijstad
Meierijstad est une commune néerlandaise située dans l'est de la province de Brabant-Septentrional. La commune est créée le 1er janvier 2017 par la fusion des communes de Schijndel, Sint-Oedenrode et Veghel.
La nouvelle commune compte environ 82 670 habitants (2022) et couvre une superficie de 185,52 km2 (dont 1,43 km2 d'eau).

## Galerie

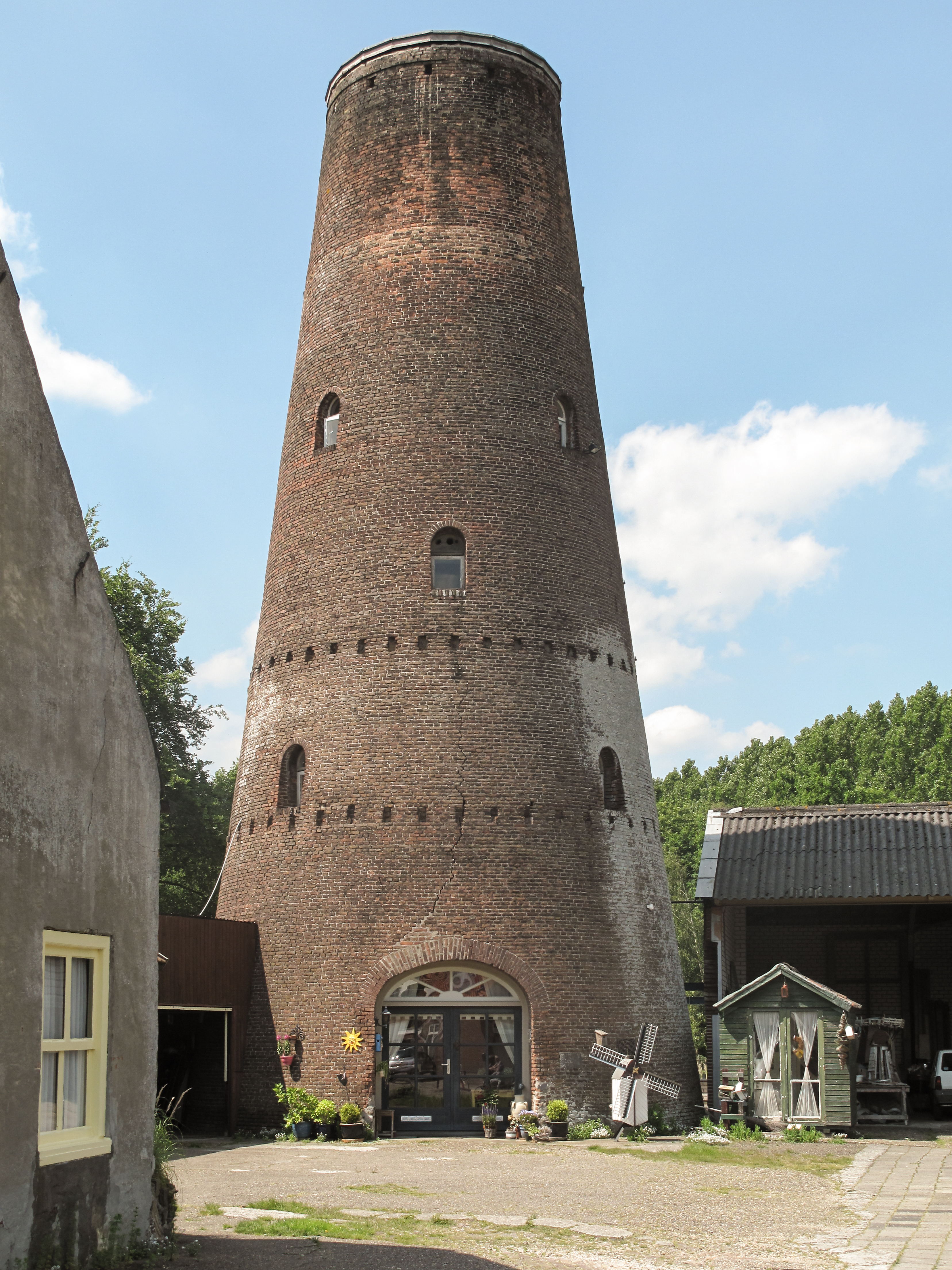
Sint Oedenrode, l'ancien moulin
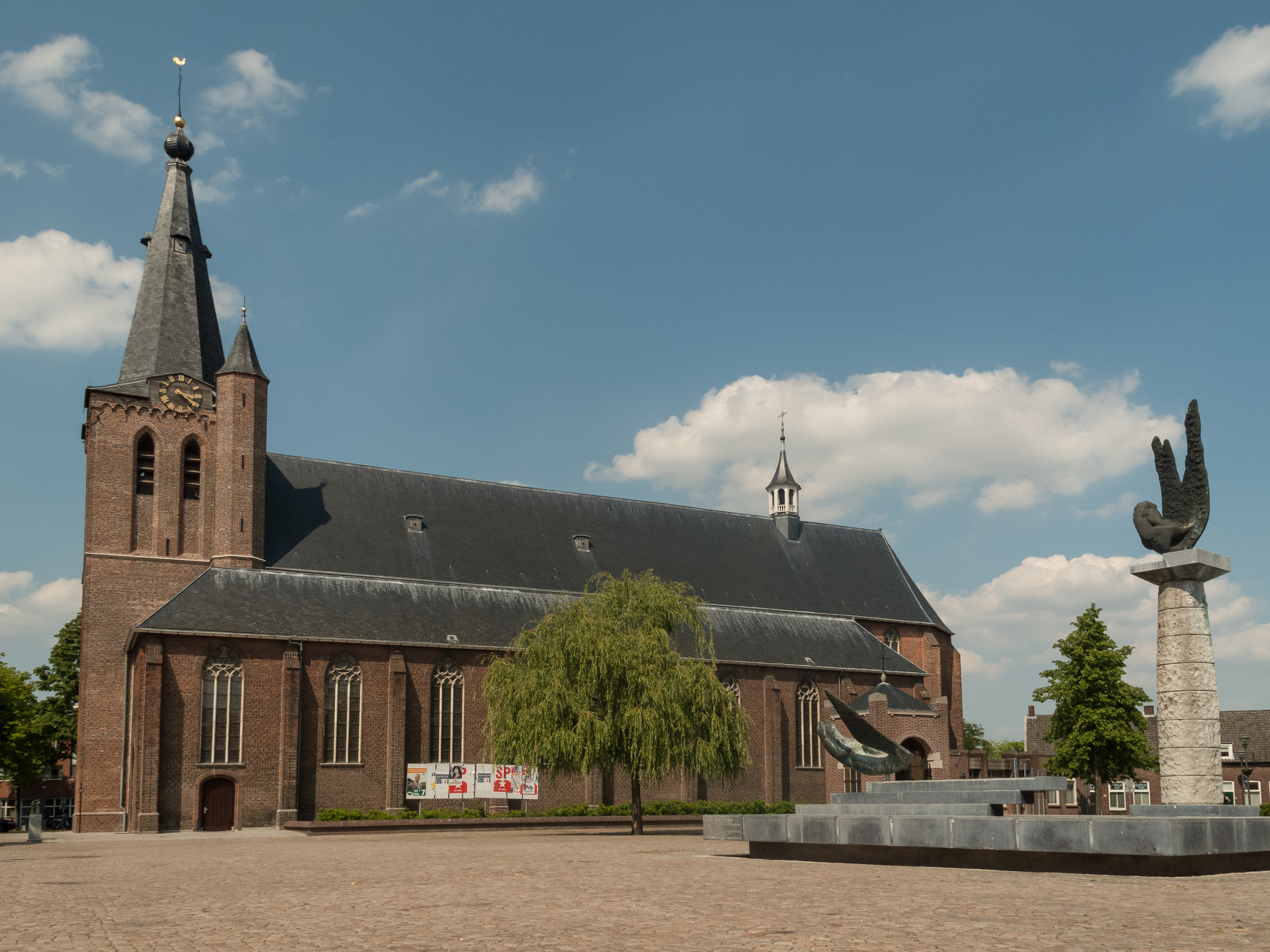
Schijndel, l'église: la Sint Servatiuskerk
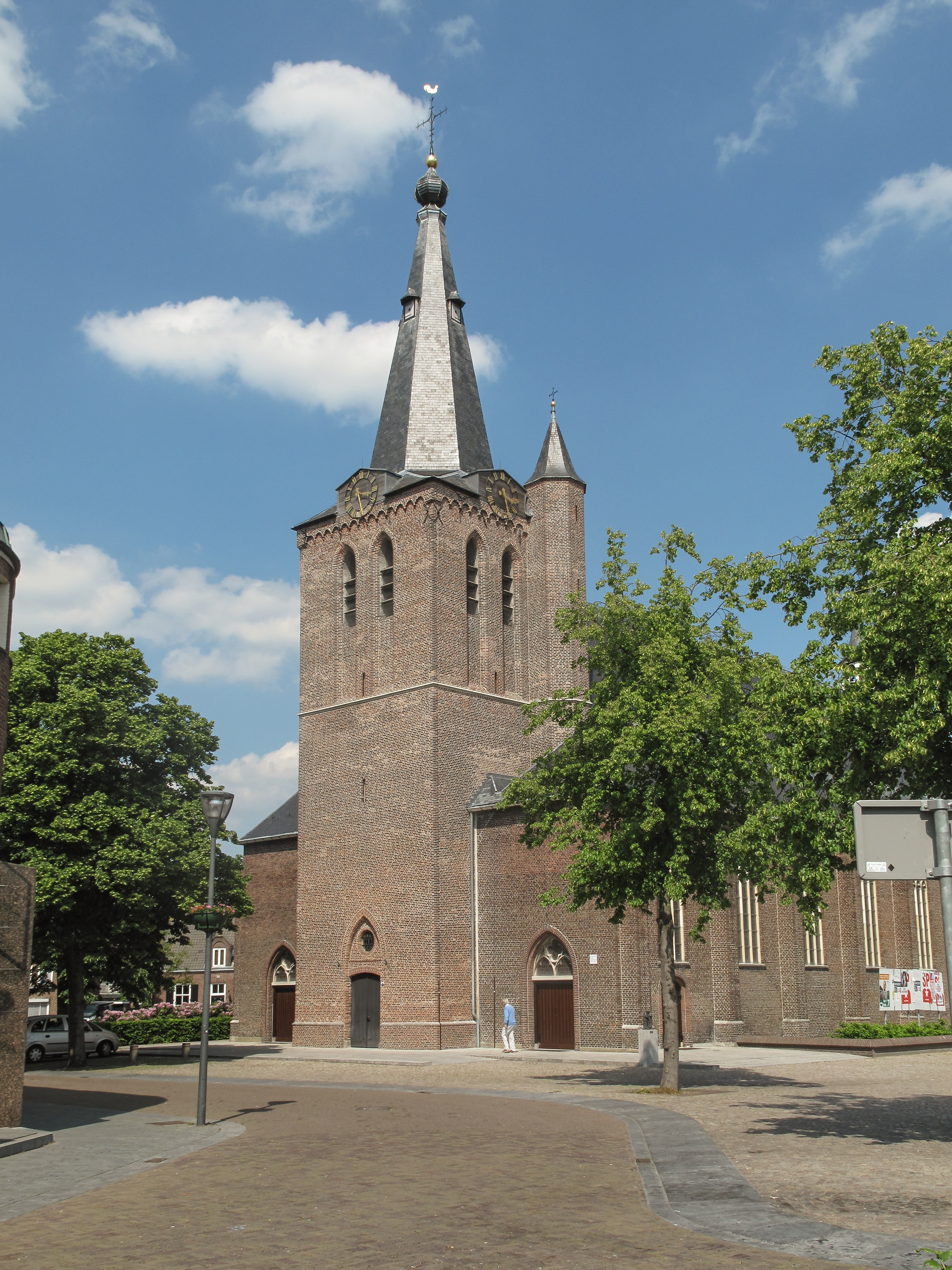
Schijndel, la tour de l'église (la Sint Servatiuskerk)
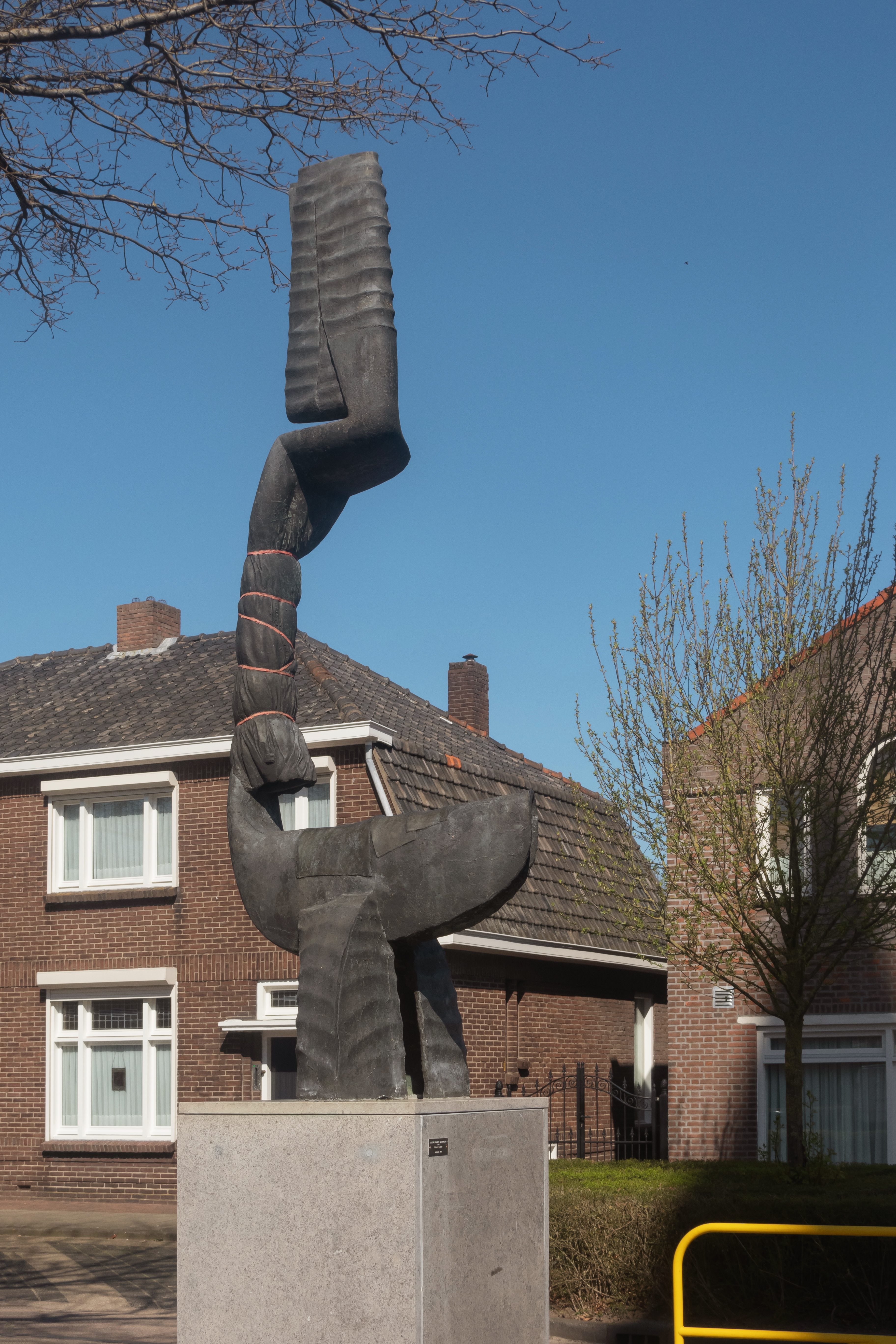
Schijndel, la sculpture Door Golven Gedragen (Porté par les Vagues) dessinée par Pierre Lumey
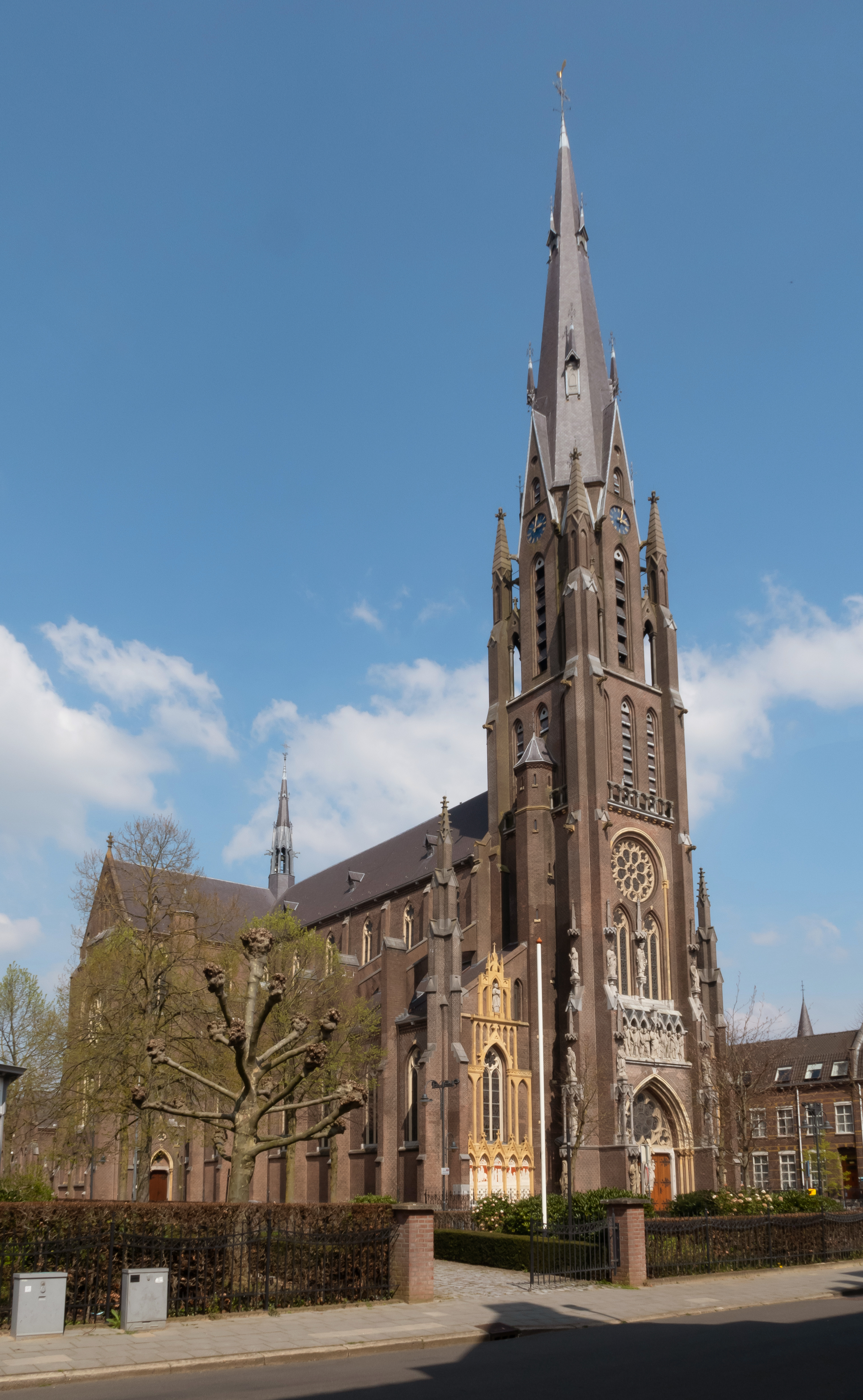
Veghel, l'église: la Sint-Lambertuskerk
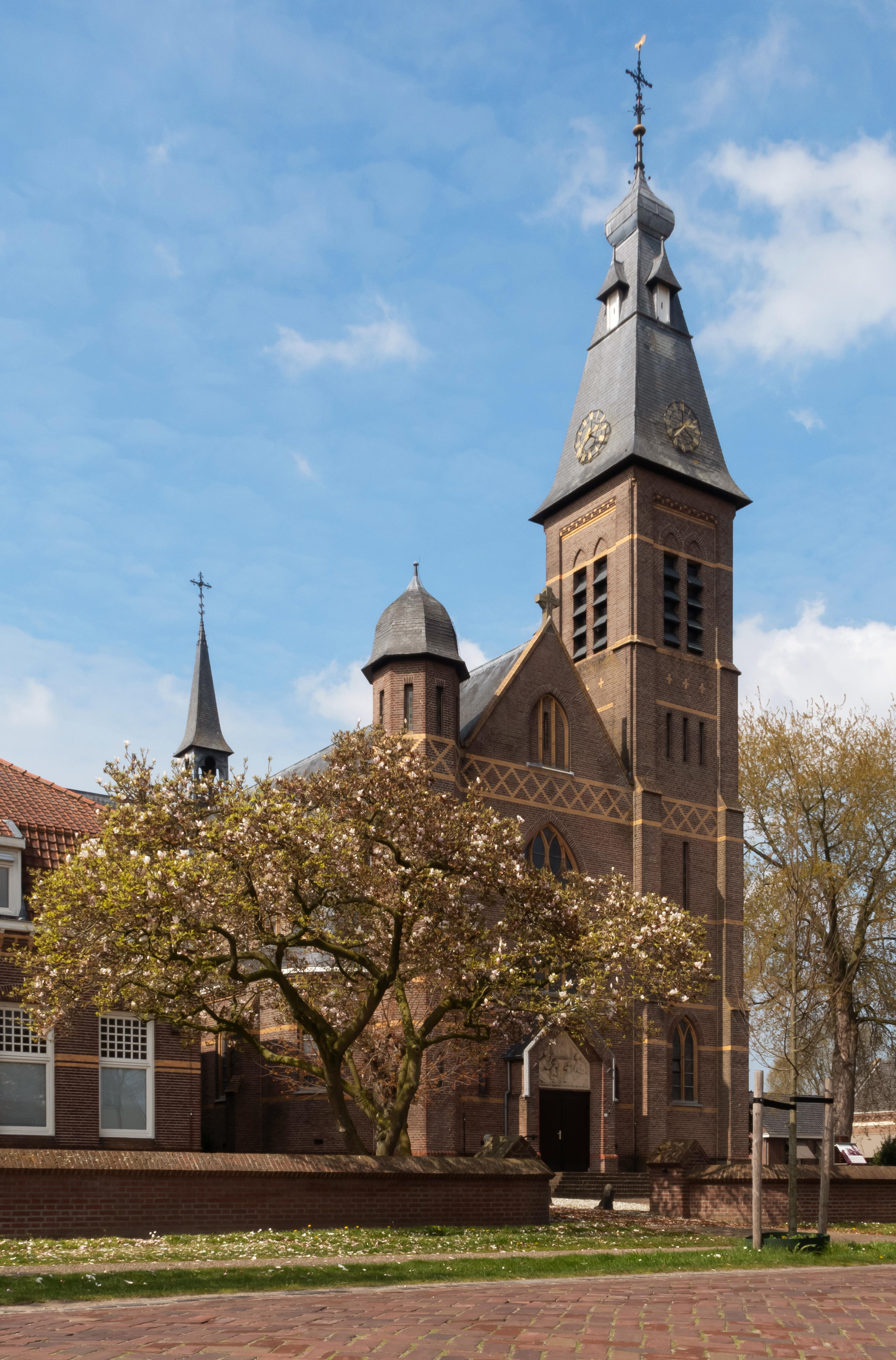
Mariaheide, l'église catholique: ensemble kerk OLV van Goede Raad
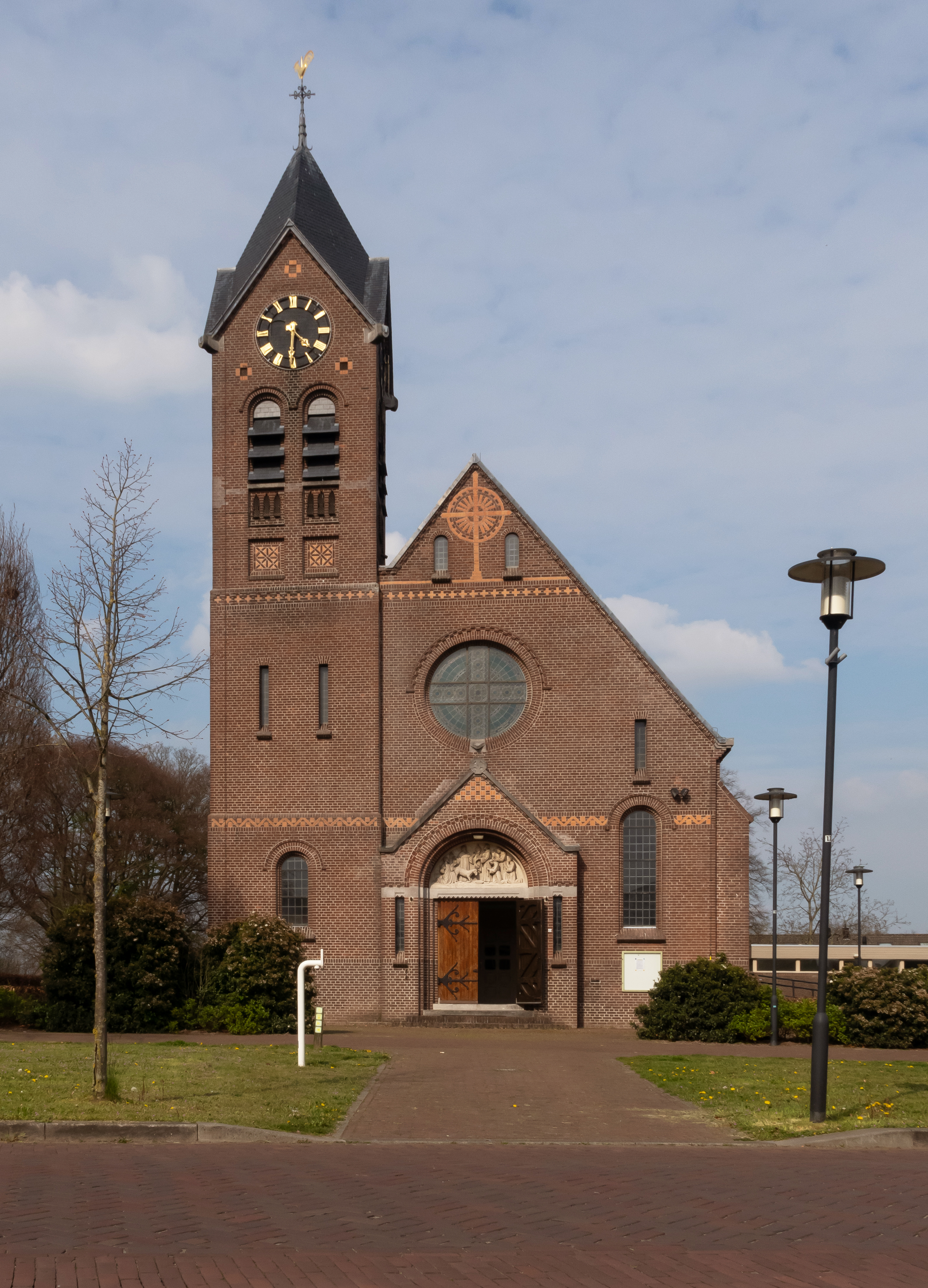
Nijnsel, l'église: la Parochiekerk
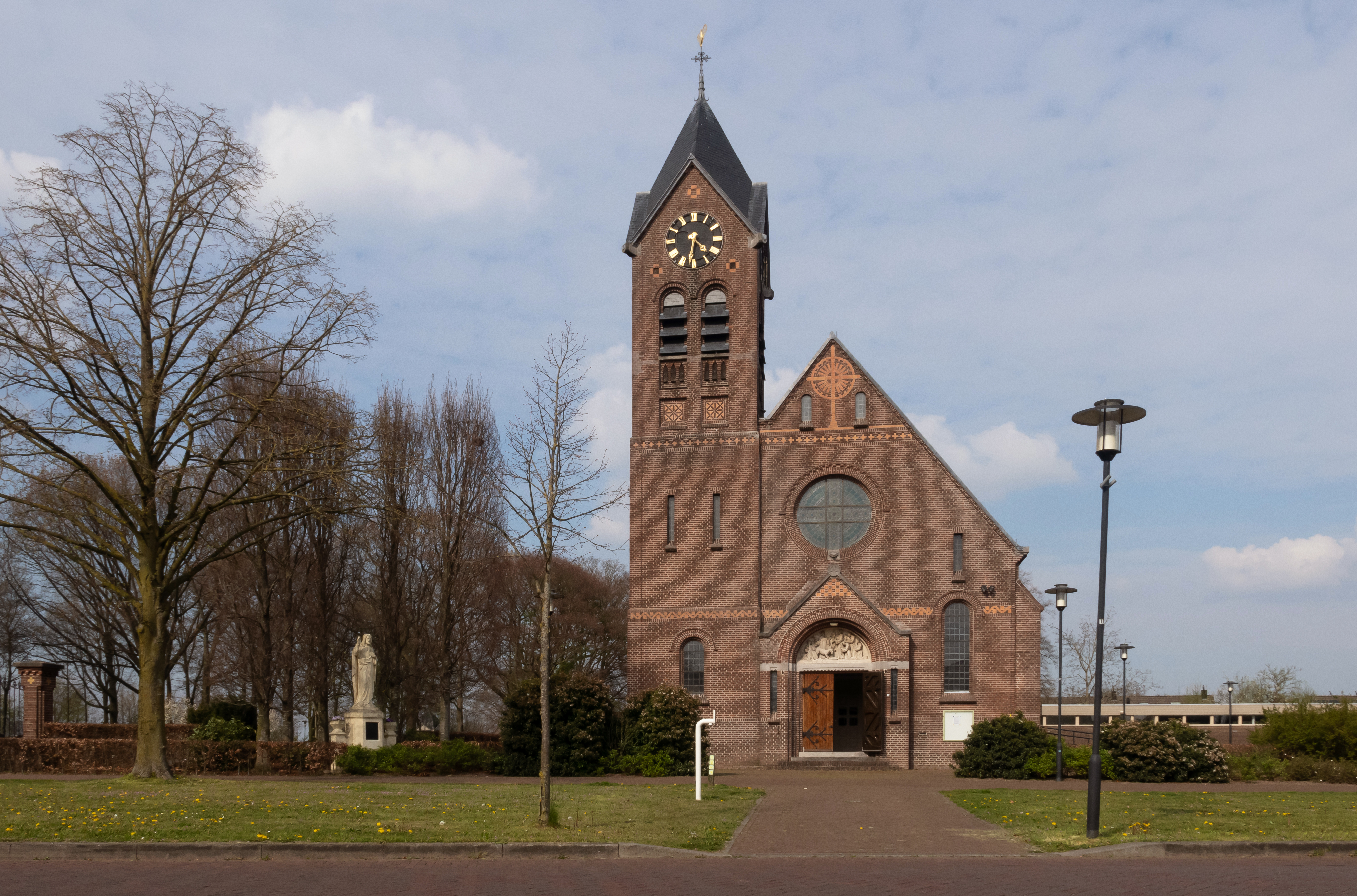
Nijnsel, l'église: la Parochiekerk et la sculpture (Heilig Hartbeeld)

## Géographie

### Communes limitrophes
| Saint-Michel-Gestel | Bernheze                                                | Uden         |
| Boxtel              | Meierijstad                                             | Boucle       |
| Best                | Son en Breugel, Nuenen, Gerwen en Nederwetten, Laarbeek | Gemert-Bakel |

## Lien externe

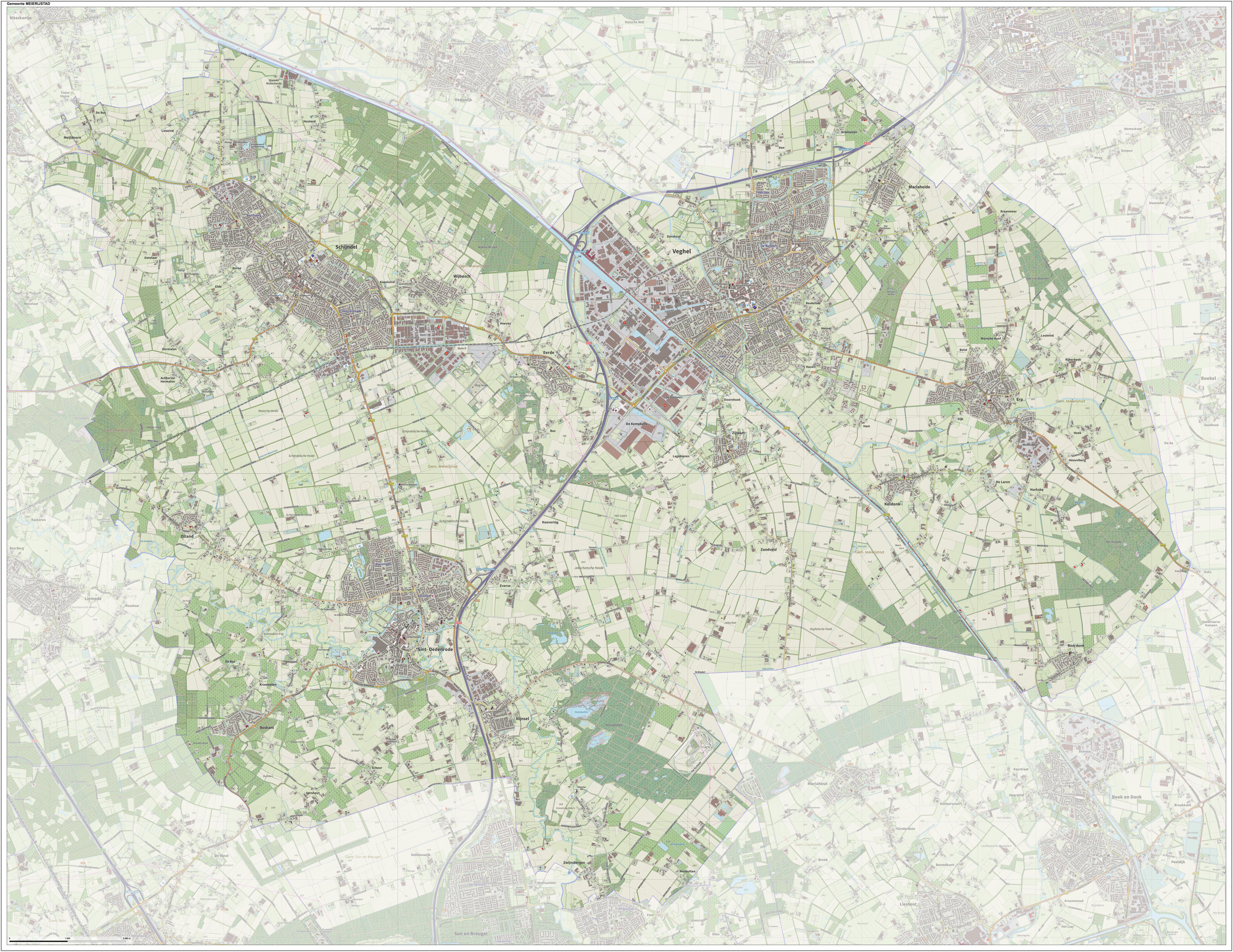
Plan détaillé de la commune de Meierijstad